# Li’l Millet
McKinley James „Li’l“ Millet (* 25. Oktober 1935 in New Orleans, Louisiana; † 29. Juni 1997 ebenda) war ein amerikanischer R&B-Musiker, der als Interpret von Rich Woman einige Bedeutung für den Rhythm and Blues aus New Orleans erlangte.
Millet gründete seine erste Band zusammen mit seinen vier Brüdern, die von der Mutter zum Erlernen eines Instruments angehalten wurden. McKinley übernahm die Tasten, ein Professor Wilcox leitete die Band und spielte den Bass. Der junge Pianist konnte bereits nach einigen wenigen Auflegen der Platten, die Songs populärer R&B-Musiker wie den Ink Spots, Paul Gayten und Roy Brown nachspielen.
Sein erstes professionelles Engagement erhielt er in Carl Josephs Band The Hawkettes, die er allerdings vor deren Hit Mardi Gras Mambo wieder verließ, um mit dem Trompeter Tyler Van Scott, dem Schlagzeuger Bill Smith, dem Gitarristen Ernest Meyer und dem Tenorsaxophonisten John „L“ eine eigene Band zu formieren. Ab 1954 spielte die Truppe als Hausband des Blue Gardenia Clubs und in den Städten der Umgebung. Bismark Parker, der Besitzer des Gables Inn in McComb, Mississippi, kündigte die Band erstmals als „Li’l Millet and the Creoles“ an.
Bei einem Auftritt der Creoles 1955 im Sugar Bowl in Thibodaux entdeckte der Produzent Bumps Blackwell von Specialty Records die Band, deren Version von Bo Diddleys Diddley Diddley Daddy er mochte. Mit einem neuen Text der Songwriterin Dorothy La Bostrie versehen, spielte Millet den Song mit der Studio Band in der Besetzung Lee Allen am Saxophon, Earl Palmer am Schlagzeug und Frank Fields am Bass, unter dem Titel Rich Woman in Cosimo Matassas J&M-Studio ein. Mit Hopeless Love auf der Rückseite erschien Rich Woman als Specialty 565 und wurde seitdem mehrere Male wiederveröffentlicht und gecovert.
Als der Specialty-Kollege Little Richard die Band zu einem Auftritt nach Houma, Louisiana begleitete, hörte er Millets Eigenkomposition All Around the World. Der Rock-’n’-Roll-Star nahm das Stück 1956 auf und veröffentlichte es als B-Seite von The Girl Can’t Help It auf Specialty 591. Bumps Blackwell beanspruchte als Little Richards Produzent die Credits als Co-Autor, obwohl das Stück von Millet alleine geschrieben war. Millet hatte zuvor eine Demo-Version seines Liedes eingespielt, die allerdings erst 1993 auf einer Kompilation aus den Specialty-Archiven herauskam. Aufgrund der Dominanz des prominenten Kollegen sah Millet für seine Karriere bei Specialty Records nur wenig Unterstützung. Zwar nahm er einige weitere Sessions unter Blackwell auf, die Songs wurden aber erst 30 Jahre später auf Kompilationen des britischen Labels Ace Records veröffentlicht.
Trotz des überschaubaren aufgenommenen Gesamtwerks hielt sich Li’l Millet und seine Creoles bis 1980 als viel gebuchte Live- und Support-Band im Großraum New Orleans im Geschäft. Nach der Auflösung seiner Band arbeitete Millet als Busfahrer und spielte in den 1990ern einige Benefiz-Veranstaltungen. McKinley Millet starb 1997 an Krebs.

## Diskografie
- 1955 – Rich Woman / Hopeless Love, Specialty 565